# Lozay
Lozay est une commune du Sud-Ouest de la France située dans le département de la Charente-Maritime, en région Nouvelle-Aquitaine. Ses habitants sont appelés les Lozéens et Lozéennes.
Lozay fait partie de la communauté de communes du canton de Loulay, elle-même intégrée au Pays des Vals de Saintonge qui occupe tout le nord-est de la Charente-Maritime. Un pays de pierre et d'eau dont Lozay est parfaitement représentatif.

## Géographie
Lozay est une commune rurale. Le paysage de la commune est vallonné. On y trouve des paysages ouverts de grandes cultures, quelques zones de bocage et de nombreux bois.

### Localisation et accès
L'autoroute A10 traverse la commune mais son accès se fait par la sortie  33 Niort-La Rochelle au nord et la sortie  34  Saint-Jean-d'Angély au sud. Une aire de repos de cette autoroute se trouve sur la commune, elle comporte un jardin de sculpture romane.

### Communes limitrophes
|         | Migré     | Vergné             |
| Courant | Lozay     | Loulay             |
|         | La Benâte | Saint-Denis-du-Pin |

### Hydrographie
Deux cours d'eau référencés par le Sandre traversent la commune.
Il s'agit de la Trézence et d'un de ses affluents le Bief.

## Urbanisme

### Typologie
Au 1er janvier 2024, Lozay est catégorisée commune rurale à habitat dispersé, selon la nouvelle grille communale de densité à 7 niveaux définie par l'Insee en 2022.
Elle est située hors unité urbaine. Par ailleurs la commune fait partie de l'aire d'attraction de Saint-Jean-d'Angély, dont elle est une commune de la couronne,. Cette aire, qui regroupe 37 communes, est catégorisée dans les aires de moins de 50 000 habitants,.

### Occupation des sols
L'occupation des sols de la commune, telle qu'elle ressort de la base de données européenne d’occupation biophysique des sols Corine Land Cover (CLC), est marquée par l'importance des territoires agricoles (87,4 % en 2018), une proportion identique à celle de 1990 (87,4 %). La répartition détaillée en 2018 est la suivante : 
terres arables (78,6 %), forêts (9,6 %), zones agricoles hétérogènes (6,8 %), milieux à végétation arbustive et/ou herbacée (3 %), prairies (2 %). L'évolution de l’occupation des sols de la commune et de ses infrastructures peut être observée sur les différentes représentations cartographiques du territoire : la carte de Cassini (XVIIIe siècle), la carte d'état-major (1820-1866) et les cartes ou photos aériennes de l'IGN pour la période actuelle (1950 à aujourd'hui).

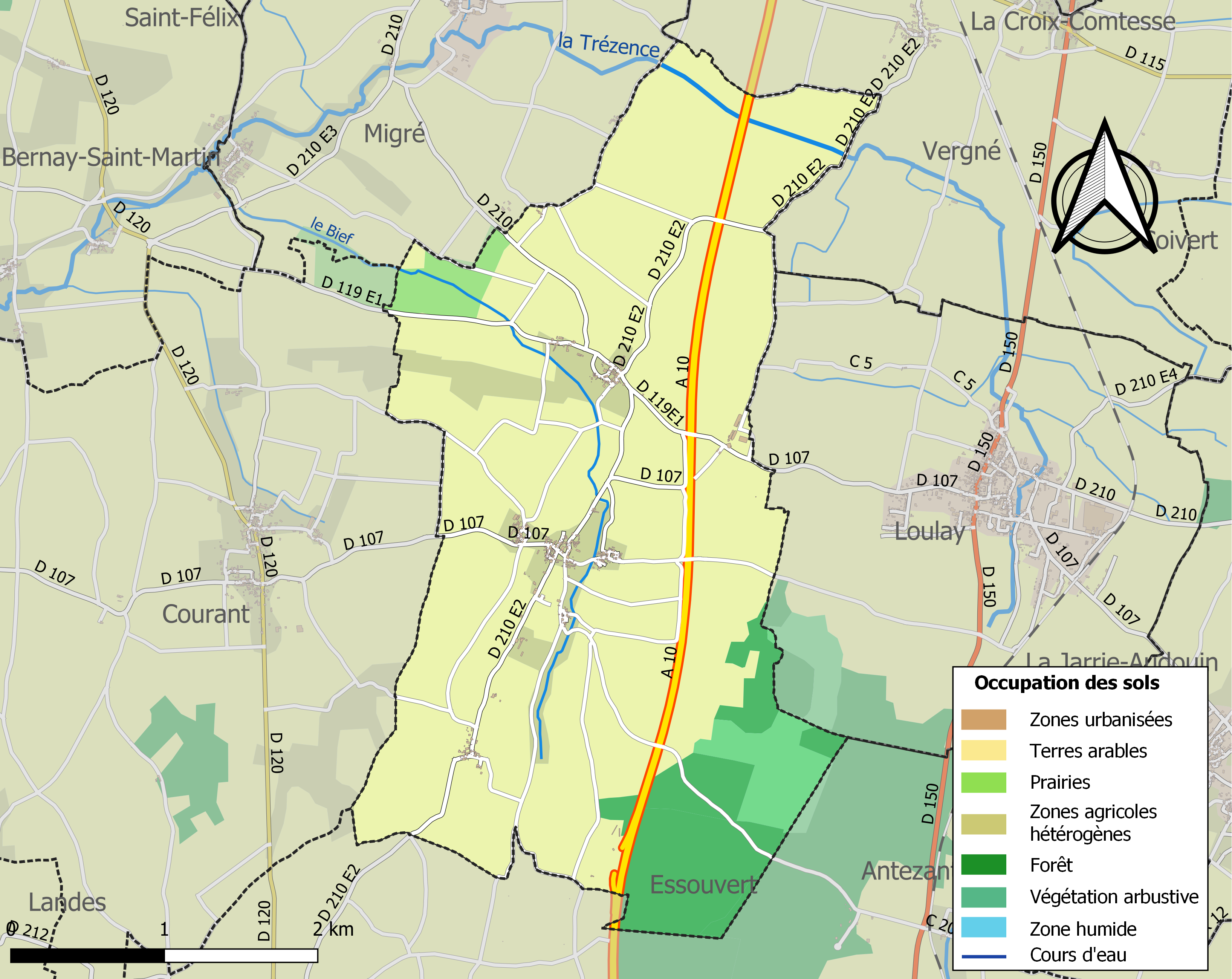
Carte des infrastructures et de l'occupation des sols de la commune en 2018 (CLC).

### Risques majeurs
Le territoire de la commune de Lozay est vulnérable à différents aléas naturels : météorologiques (tempête, orage, neige, grand froid, canicule ou sécheresse), inondations, mouvements de terrains et séisme (sismicité modérée). Il est également exposé à un risque technologique,  le transport de matières dangereuses. Un site publié par le BRGM permet d'évaluer simplement et rapidement les risques d'un bien localisé soit par son adresse soit par le numéro de sa parcelle.

#### Risques naturels
Certaines parties du territoire communal sont susceptibles d’être affectées par le risque d’inondation par débordement de cours d'eau, notamment la Trézence. La commune a été reconnue en état de catastrophe naturelle au titre des dommages causés par les inondations et coulées de boue survenues en 1982, 1999 et 2010,.

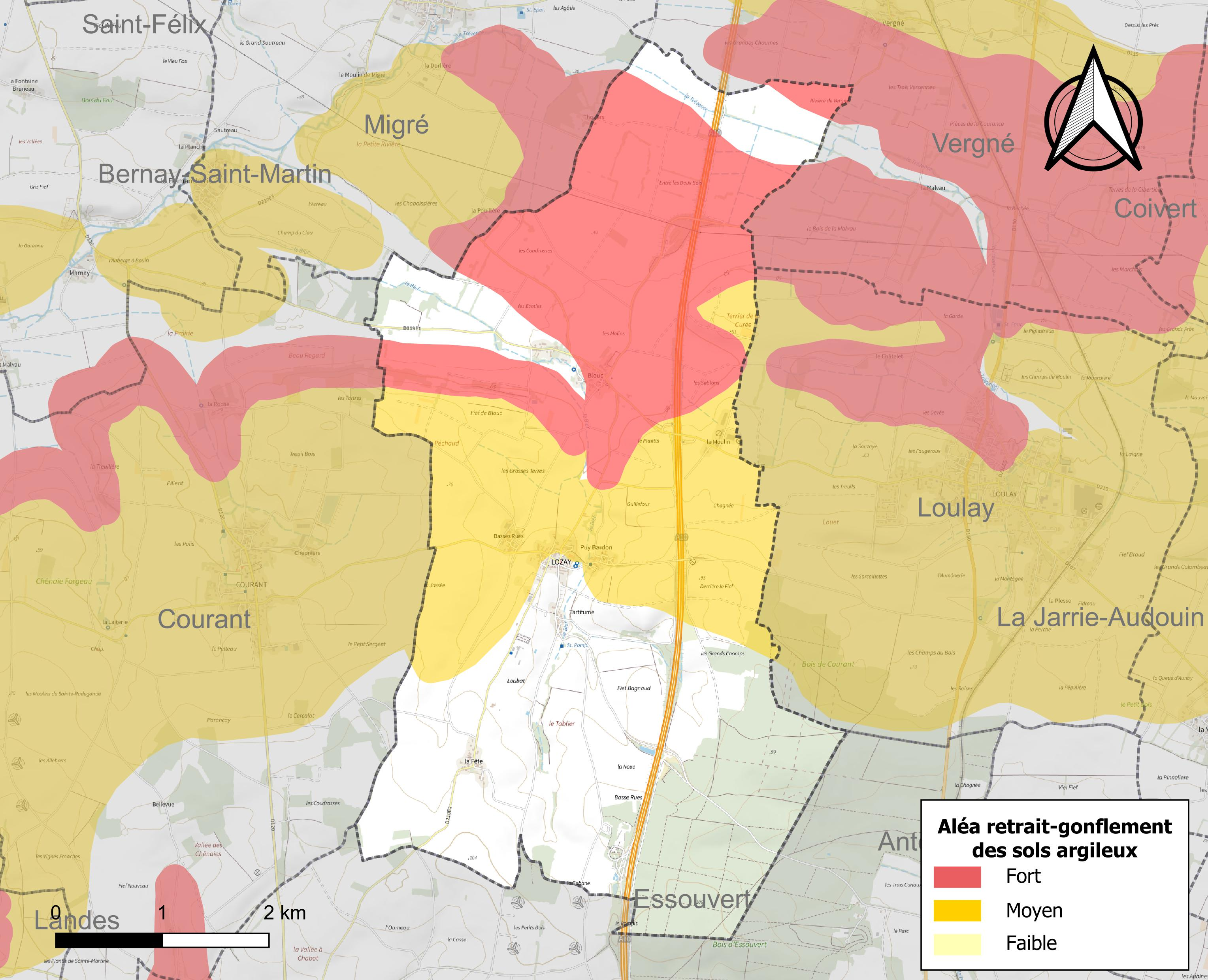
Carte des zones d'aléa retrait-gonflement des sols argileux de Lozay.

Les mouvements de terrains susceptibles de se produire sur la commune sont des tassements différentiels.
Le retrait-gonflement des sols argileux est susceptible d'engendrer des dommages importants aux bâtiments en cas d’alternance de périodes de sécheresse et de pluie. 53,2 % de la superficie communale est en aléa moyen ou fort (54,2 % au niveau départemental et 48,5 % au niveau national). Sur les 114 bâtiments dénombrés sur la commune en 2019,  67 sont en aléa moyen ou fort, soit 59 %, à comparer aux 57 % au niveau départemental et 54 % au niveau national. Une cartographie de l'exposition du territoire national au retrait gonflement des sols argileux est disponible sur le site du BRGM,.
Par ailleurs, afin de mieux appréhender le risque d’affaissement de terrain, l'inventaire national des cavités souterraines permet de localiser celles situées sur la commune.
Concernant les mouvements de terrains, la commune a été reconnue en état de catastrophe naturelle au titre des dommages causés par des mouvements de terrain en 1999 et 2010.

#### Risques technologiques
Le risque de transport de matières dangereuses sur la commune est lié à sa traversée par une ou des infrastructures routières ou ferroviaires importantes ou la présence d'une canalisation de transport d'hydrocarbures. Un accident se produisant sur de telles infrastructures est susceptible d’avoir des effets graves sur les biens, les personnes ou l'environnement, selon la nature du matériau transporté. Des dispositions d’urbanisme peuvent être préconisées en conséquence.

## Toponymie
Le nom de Lozay vient de l'ancien nom Loziaco[réf. nécessaire].

## Histoire
La villa Losiacus est mentionnée pour la première fois en 966 par le cartulaire de Saint-Jean-d'Angély. 
Jusqu'au Moyen Âge la commune était essentiellement occupée par les bois. Puis, autour de l'an 1000, les moines bénédictins sont venus défricher pour planter de la vigne. C'est à cette époque que commence à s'édifier le village. À la fin du 19e, le phylloxera détruira les vignes. L'élevage et la culture de céréales prendront la place.
La commune a été marquée en 1995 par l'« affaire des disparus de Lozay » dont la scénariste Pauline Rocafull et le réalisateur Éric Duret ont fait un docu-fiction pour la série Affaire Classée sur France 3.

## Lieux et monuments
- L'église Saint-Pierre est une église fortifiée du XIIe siècle classée monument historique en 1953. Elle a été fortifiée et possède des archères en croix[17].

Un maître-autel et tabernacle avec deux personnages porte-cierges en bois doré orne l'intérieur, il est protégé depuis le 30 novembre 1984.
Un sarcophage gallo-romain, datant du troisième ou du quatrième siècle, est exposé devant l'église.
- Le Jardin de sculpture romane de Lozay, créé en 1992 sur l'aire de Lozay (autoroute A10), est une promenade parmi de très belles copies d'œuvres sculptées représentative de la Saintonge romane. Situé à 1,5 km au sud du village, il est ouvert toute l'année.
- Les sculptures ornant le village sont le fruit des symposiums de sculpture sur pierre « La Pierre et le Ciseau » qui plusieurs années de suite ont constitué un événement important de la vie du village en accueillant des artistes de renom[19].
- Le bois d'Essouvert situé à 1,5 km au sud-est du village.
- Une réplique de la lanterne des morts de Fenioux a été construite sur l'aire de repos de l'autoroute A10 (sens Paris-Bordeaux), en 1994.

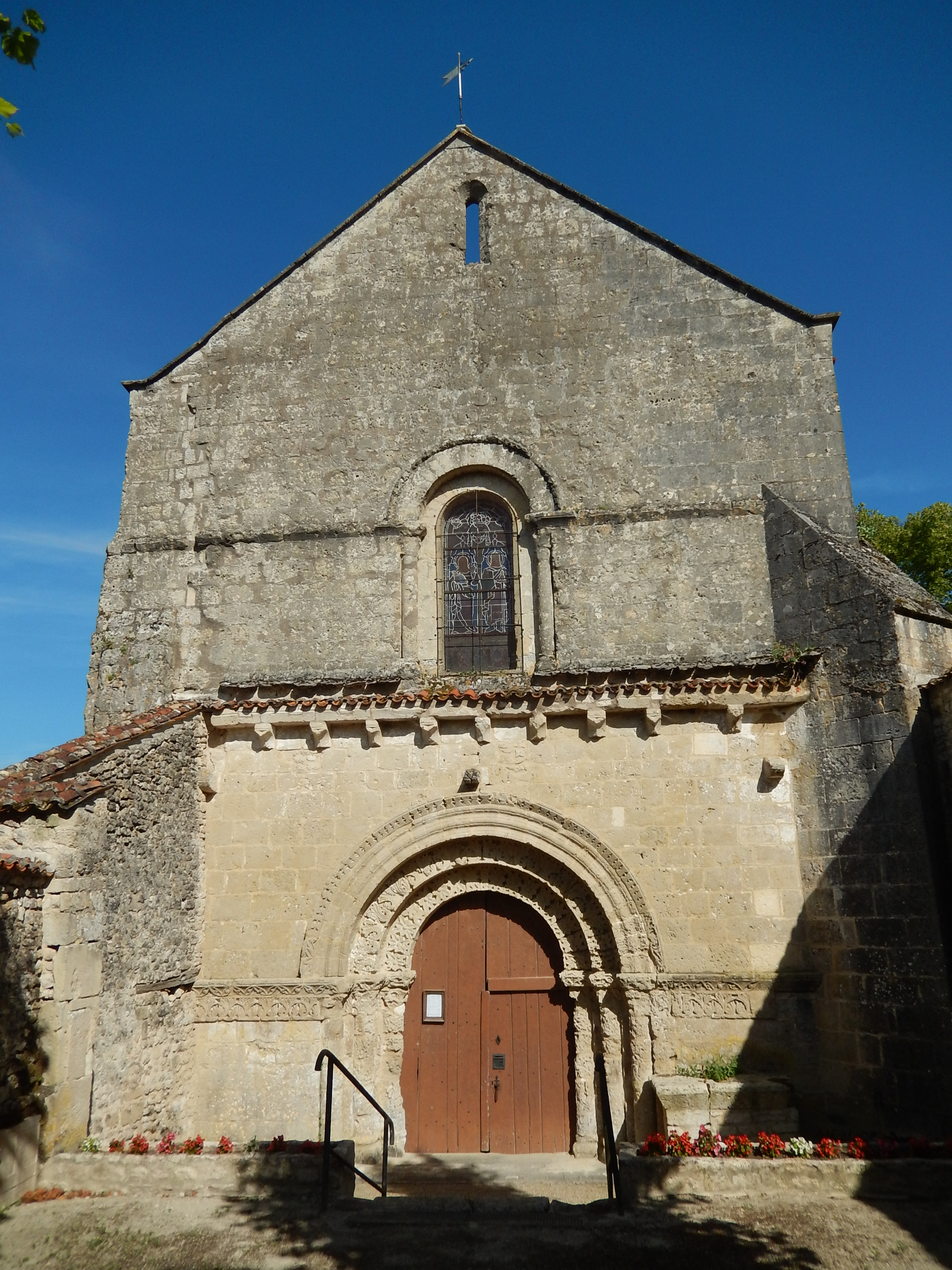
La façade ouest de l'église de Lozay.
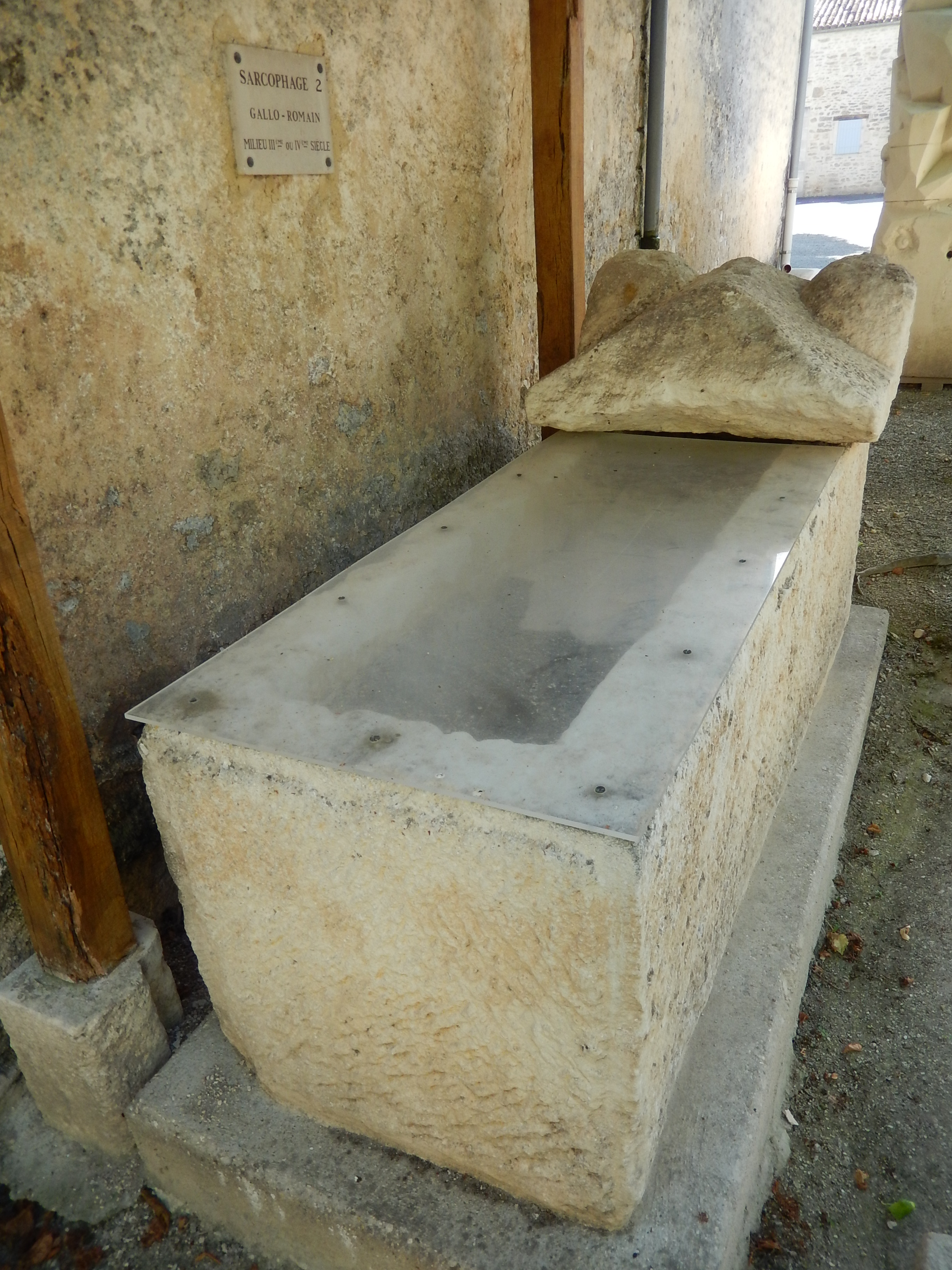
Le sarcophage gallo-romain.
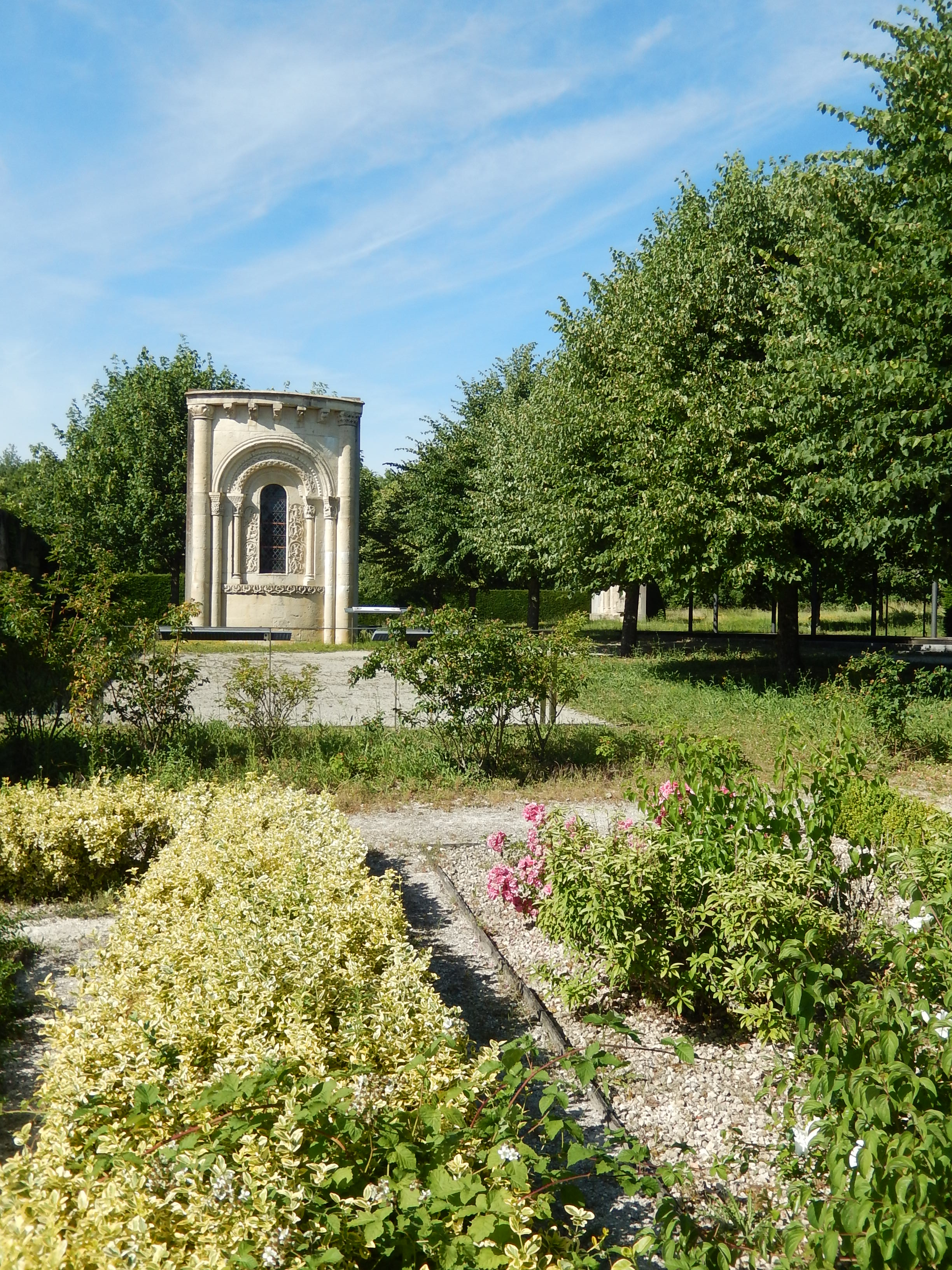
Le jardin de sculpture romane.

### Lavoirs
Par ailleurs, à l'image de nombreuses communes du nord-est de la Charente-Maritime, la commune de Lozay possède des lavoirs. Quatre lavoirs sont ainsi répartis sur le territoire de cette commune :
- Le lavoir de Puy Bardon, en contrebas de Lozay, à l'est ;
- Le lavoir des Basses Rues, en contrebas de Lozay, à l'ouest ;
- Le lavoir de Blouc, dans le nord de la commune ;
- Le lavoir de la Fête, dans le sud de la commune.

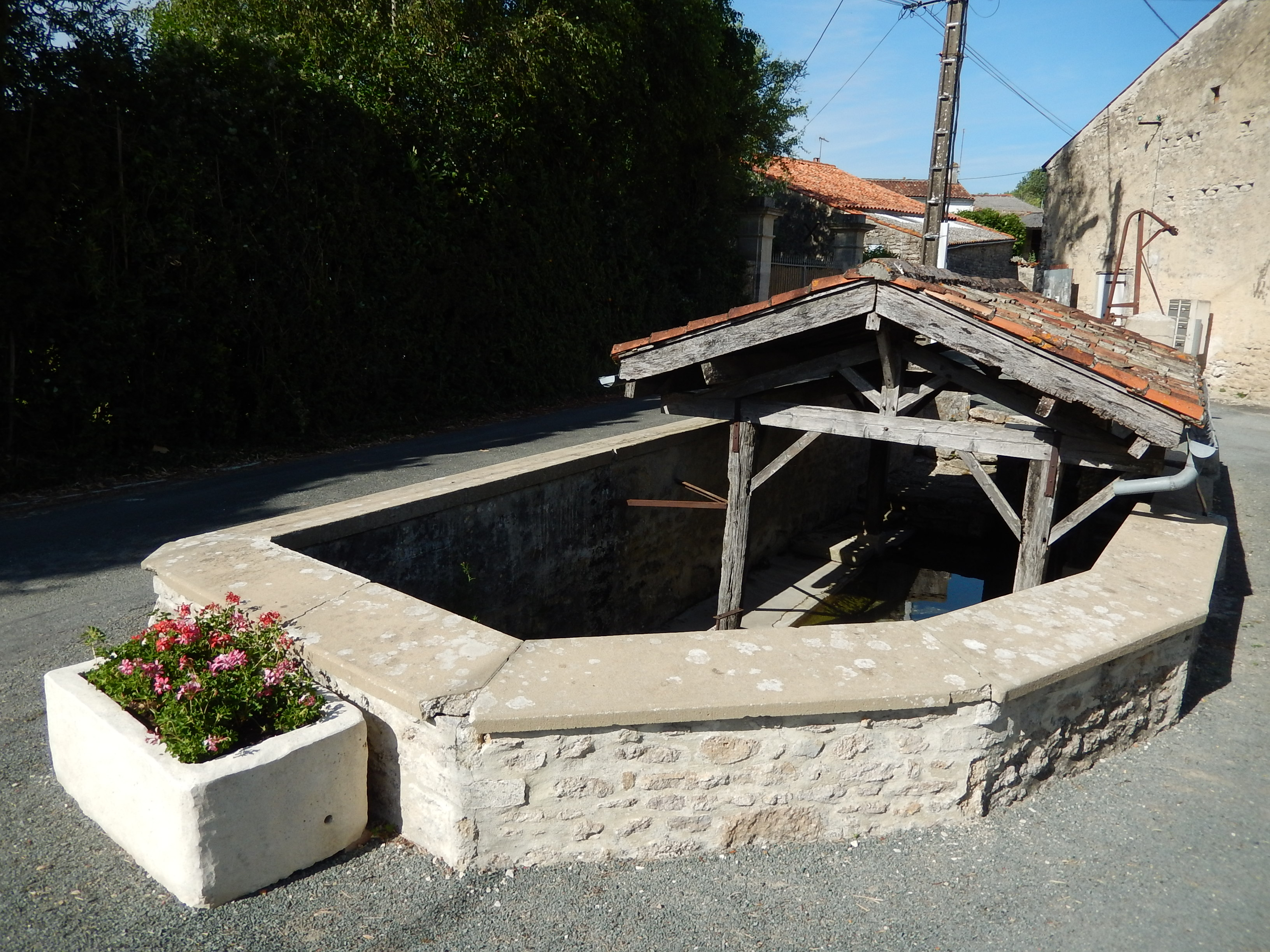
Le lavoir de Puy Bardon.
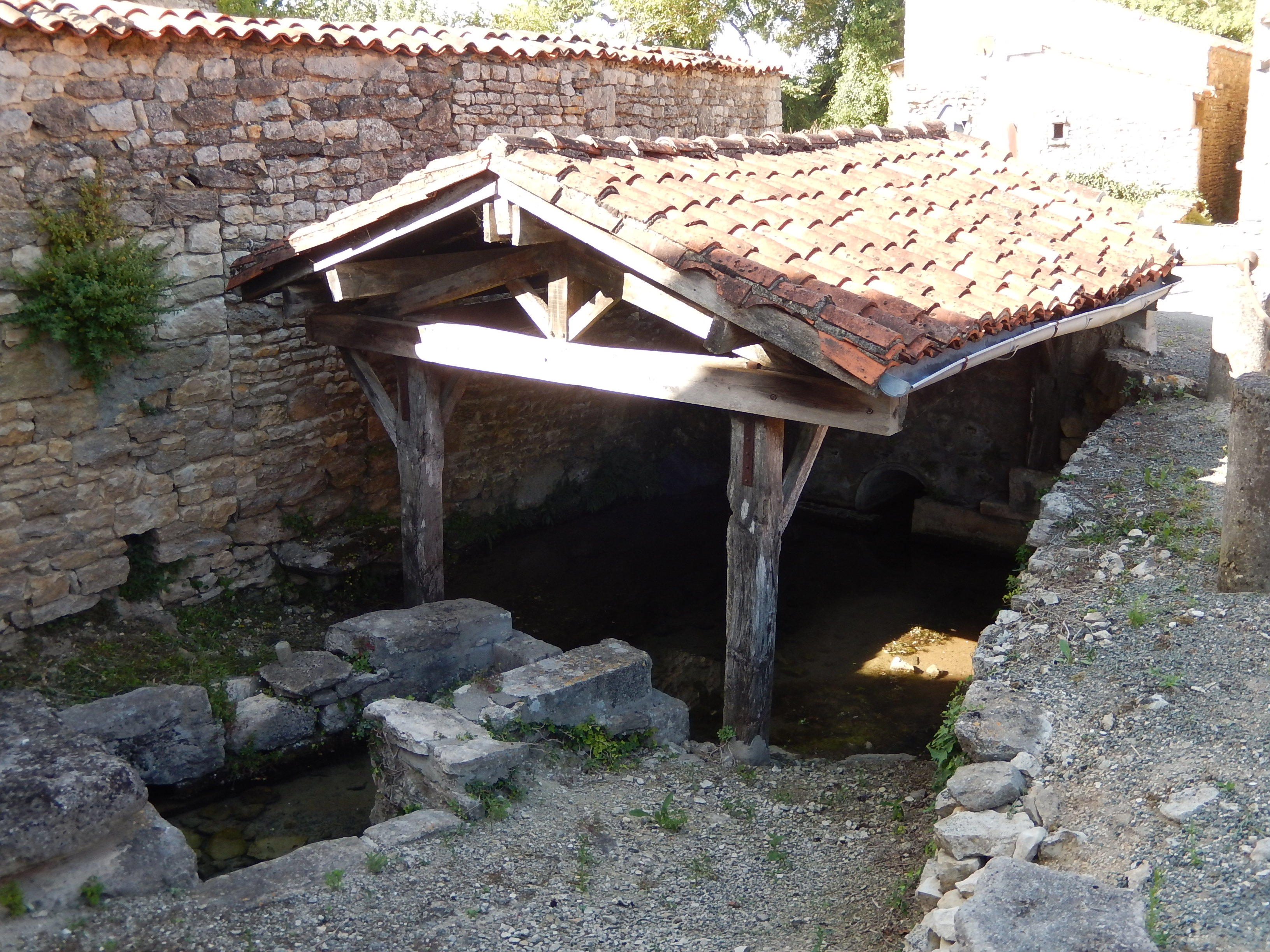
Le lavoir des Basses Rues.
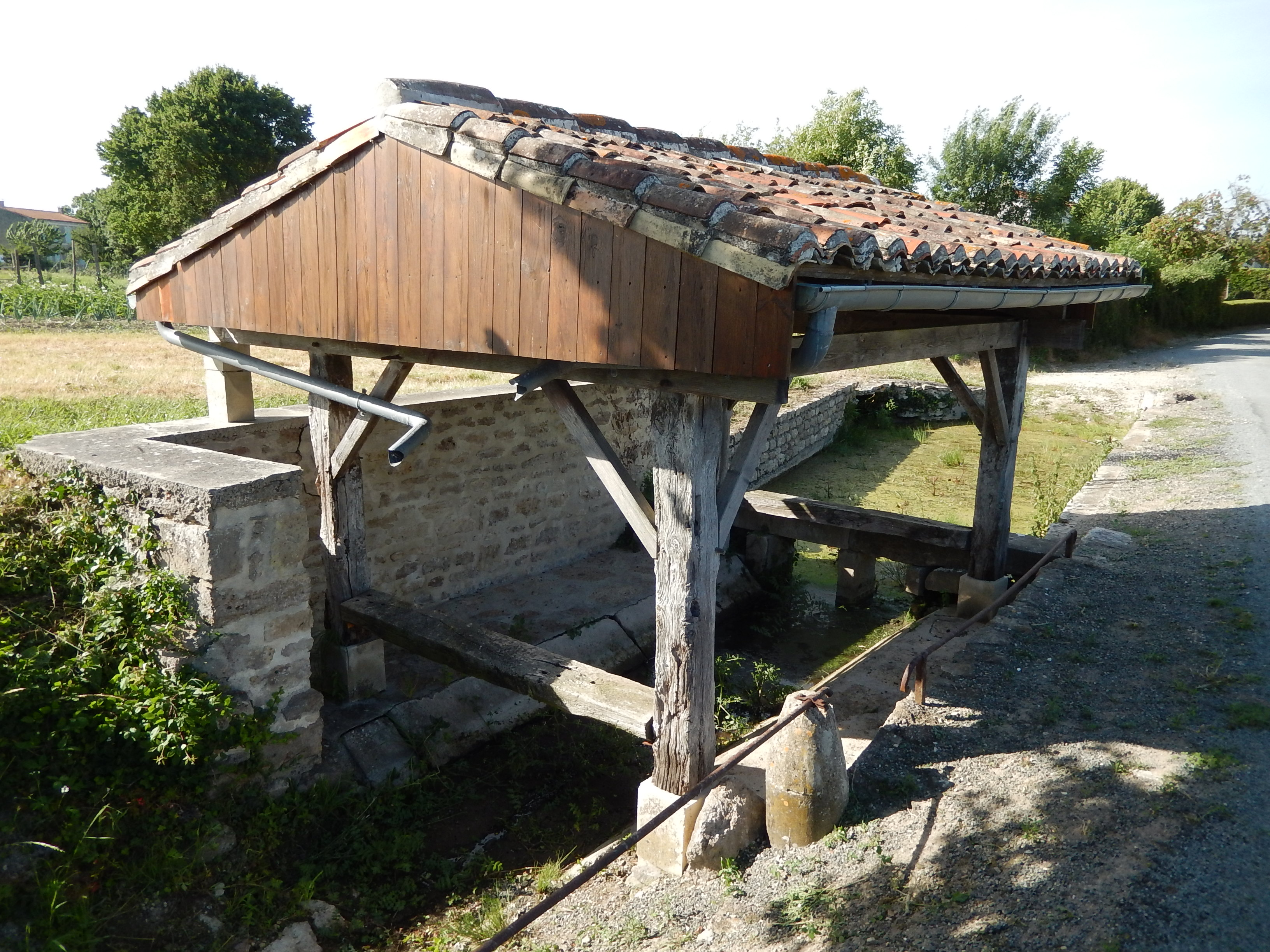
Le lavoir de Blouc.
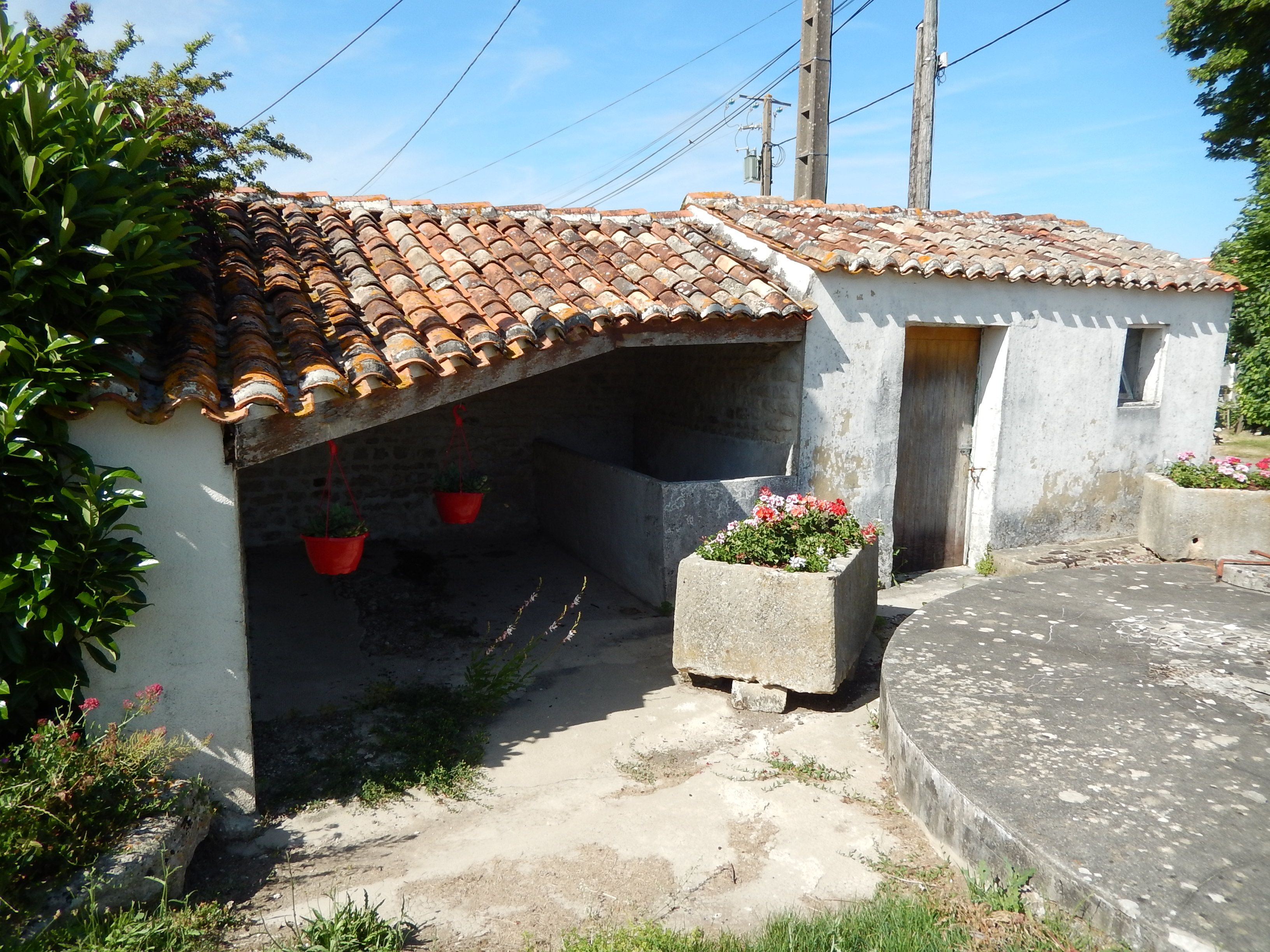
Le lavoir de La Fête.

## Administration

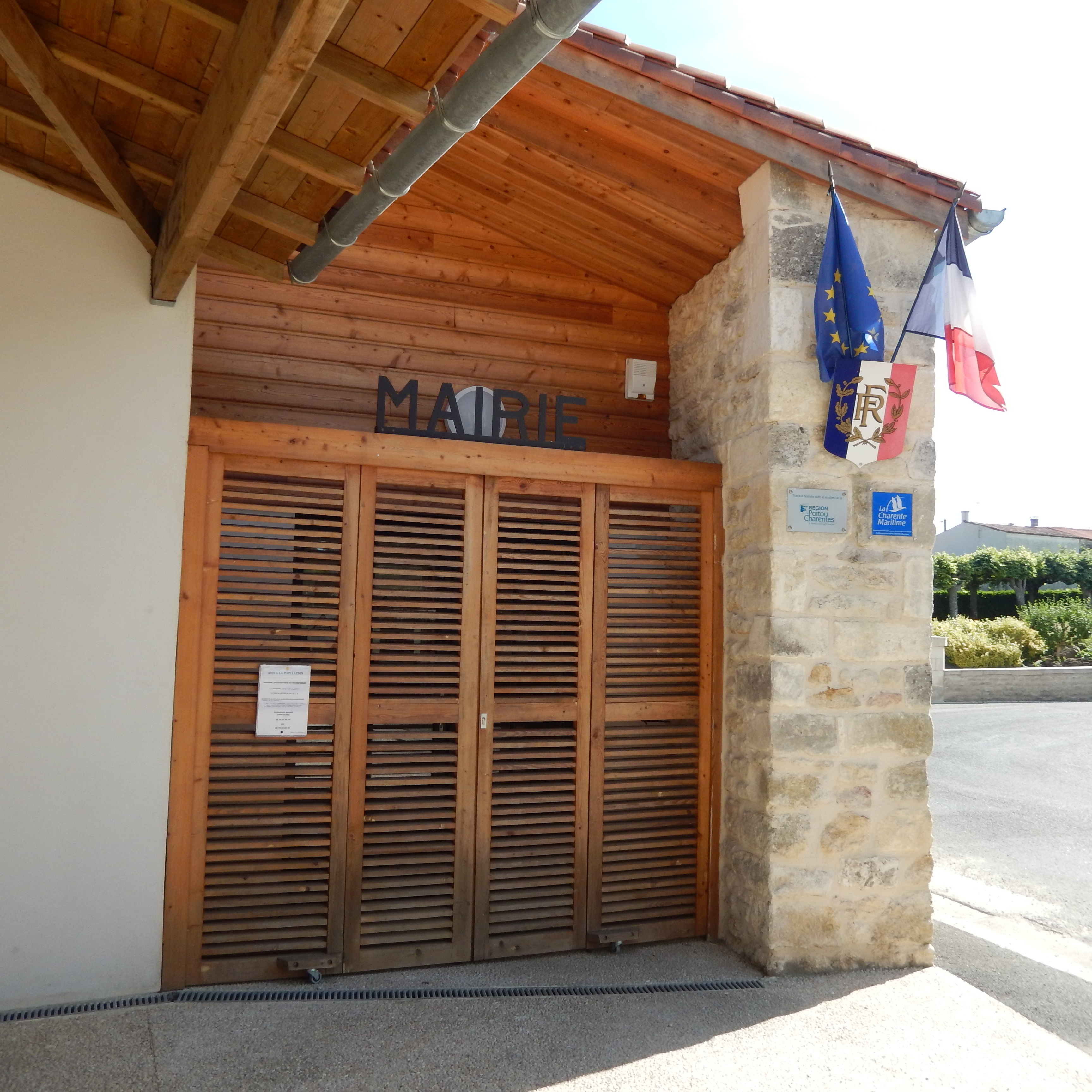
La mairie de Lozay.

### Liste des maires
| Période                                  | Période  | Identité                | Étiquette | Qualité  |
| ---------------------------------------- | -------- | ----------------------- | --------- | -------- |
| 2001                                     | en cours | Jean-Michel Charpentier | DVD       | Retraité |
| Les données manquantes sont à compléter. |          |                         |           |          |

## Démographie

### Évolution démographique
L'évolution du nombre d'habitants est connue à travers les recensements de la population effectués dans la commune depuis 1793. Pour les communes de moins de 10 000 habitants, une enquête de recensement portant sur toute la population est réalisée tous les cinq ans, les populations de référence des années intermédiaires étant quant à elles estimées par interpolation ou extrapolation. Pour la commune, le premier recensement exhaustif entrant dans le cadre du nouveau dispositif a été réalisé en 2007.

En 2022, la commune comptait 155 habitants, en évolution de +9,93 % par rapport à 2016 (Charente-Maritime : +4,04 %, France hors Mayotte : +2,11 %).
| 1793 | 1800 | 1806 | 1821 | 1831 | 1836 | 1841 | 1846 | 1851 |
| ---- | ---- | ---- | ---- | ---- | ---- | ---- | ---- | ---- |
| 406  | 430  | 441  | 495  | 518  | 525  | 554  | 572  | 576  |

| 1856 | 1861 | 1866 | 1872 | 1876 | 1881 | 1886 | 1891 | 1896 |
| ---- | ---- | ---- | ---- | ---- | ---- | ---- | ---- | ---- |
| 580  | 552  | 544  | 536  | 546  | 500  | 460  | 433  | 442  |

| 1901 | 1906 | 1911 | 1921 | 1926 | 1931 | 1936 | 1946 | 1954 |
| ---- | ---- | ---- | ---- | ---- | ---- | ---- | ---- | ---- |
| 385  | 392  | 395  | 343  | 333  | 342  | 342  | 336  | 317  |

| 1962 | 1968 | 1975 | 1982 | 1990 | 1999 | 2006 | 2007 | 2012 |
| ---- | ---- | ---- | ---- | ---- | ---- | ---- | ---- | ---- |
| 303  | 270  | 223  | 192  | 170  | 184  | 163  | 160  | 154  |

| 2017 | 2022 | - | - | - | - | - | - | - |
| ---- | ---- | - | - | - | - | - | - | - |
| 136  | 155  | - | - | - | - | - | - | - |

## Économie
L'activité économique est essentiellement axée sur l'artisanat et l'agriculture. L'activité agricole est principalement orientée vers les grandes cultures et l'élevage.